# Universiteit van Zuid-Australië
De Universiteit van Zuid-Australië (Engels: University of South Australia, afgekort UniSA) is een openbare universiteit in de deelstaat Zuid-Australië.
De universiteit ontstond in 1991 als fusie tussen het South Australian Institute of Technology (opgericht in 1889) en het College of Advanced Education (1856). Er zijn ongeveer 32.000 studenten en de universiteit heeft twee campussen in Adelaide zelf en nog twee in de metropoolregio Adelaide (Mawson Lakes en Magill) en in de deelstaat een campus in Whyalla en Mount Gambier. De universiteit is sponsor van wielerploeg Team UniSA-Australia.